# تورمانسبانگ
تورمانسبانگ (به آلمانی: Thurmansbang) یک شهر در آلمان است که در بایرن واقع شده‌است.

## خصوصیات
تورمانسبانگ ۳۲٫۹۵ کیلومترمربع مساحت دارد ۴۹۴ متر بالاتر از سطح دریا واقع شده‌است.